# Ik ben je zat
Ik ben je zat is een single van de Nederlandse rapper Ali B in samenwerking met zanger Brace uit 2004. Het stond in hetzelfde jaar als zevende track op het album Vertelt het leven van de straat van Ali B.

## Achtergrond
Ik ben je zat is geschreven door Ali Bouali en Claudio Blackman en geproduceerd door Beatkidz en Willem Bloem. Het is een nederhoplied waarin de liedvertellers vertellen over een meisje waar ze helemaal klaar mee zijn. Zij was eerst een vriendin, maar ze ging vreemd. De B-kant van de single is Geweigerd.nl van Ali B. Het is geschreven door Ali Bouali, Claudio Blackman en Emmanuel Freeman. Ali B had het lied eerst als single uitgebracht, maar die single was geen succes.
Het lied betekende de doorbraak van zowel Ali B als Brace bij het grote publiek. Ali B had voor Ik ben je zat een bescheiden hit met Waar gaat dit heen? en voor Brace was het zijn eerste hit. De artiesten zouden later nog samenwerken in onder andere de hitsingles Leipe mocro flavour, Hartendief en Let's go. In 2021 maakte Brace bekend niet meer met de rapper te willen samenwerken, omdat Ali B te veel zijn eigen mening doordrukt.

## Hitnoteringen
De artiesten hadden in Nederland een groot succes met het lied. In de Single Top 100 piekte het op de tweede plaats en het stond 33 weken in de lijst. De piekpositie in de Top 40 was de derde plaats. Het was twintig weken in de Top 40 te vinden.